# Lophodermium implicatum
Lophodermium implicatum är en svampart som beskrevs av Y.R. Lin & Z.S. Xu 2001. Lophodermium implicatum ingår i släktet Lophodermium och familjen Rhytismataceae.   Inga underarter finns listade i Catalogue of Life.